# Gustaf Fredrik Güntherfelt
Gustaf Fredrik Güntherfelt, född 1678, död 1745, var en svensk överste.

## Biografi
Gustaf Fredrik Güntherfelt hade år 1697 en kort anställning vid Livgardet. Samma år var han redan volontär i franska armén och fänrik vid Erik Sparres regemente.  Under sin tid vid regementet hann han vara med om anfallet på Barcelona 1697 i det pfalziska tronföljdskrigets slutskede och i striderna i Nederländerna under det spanska tronföljdskrigets inledningsfas. Han avancerade till löjtnant år 1700 och fick avsked år 1703. 

### Stora nordiska kriget
År 1704 anslöt sig Güntherfelt på nytt till Livgardet men nu som löjtnant. Den svenska armén låg då i vinterläger i Ostpreussen och kriget fördes under de följande åren i Polen. I slaget vid Fraustadt (Wschowa) i februari 1706 fick svenskarna en förkrossande seger över en sachsisk-rysk här.  Den svenska armén förföljde sachsarna till Pinsk där man gav upp på grund av den svåra terrängen. Trupperna stannade där för att vila upp sig. I maj sändes Güntherfelt med 80 grenadjärer för att förjaga 400 kosacker som hade gömt sig i träsket och gjorde räder därifrån. Uppdraget lyckades och svenskarna upptog snart därefter sin marsch. 
Den svenska huvudarmén drog sig sedan in i Sachsen och stannade där till år 1707. Armén återvände därpå till Polen som befriades från ryska trupper. Nära Minsk väntade man på förstärkningar för att sedan därifrån kunna angripa Ryssland.  Under väntetiden befordrades Güntherfelt i början av år 1708 till kapten vid Livdragonerna.  I juni 1708 bröt svenskarna upp och angrep i juli den ryska hären vid Holowczyn. Där utkämpades en av de största kavalleristriderna under hela kriget där livdragonerna utmärkte sig särskilt. Även om den svenska segerna inte ledde till något avgörande gav den svenskarna en fast punkt för ett anfall mot Moskva. Efter att ha förföljt ryssarna mot Smolensk vände den svenska armén söderut mot Lillryssland där man kunde få stöd av kosackerna under Ivan Mazepa.  I slaget vid Poltava i juni 1709 deltog livdragonregementet och vid reträtten efter slaget ingick det i eftertruppen. En del av regementet följde kungen till Bender men större delen fick vid Perevolotjna gå i rysk fångenskap. Som övriga fångar fördes Güntherfelt till Ryssland och måste delta i Peter den stores segerparad i december 1709 i Moskva. Efter detta fördes han till Solikamsk och sedan till Kazan samt 1711 till Sibirien.

### Efter kriget
Gustaf Fredrik Güntherfelt återvände i juli 1722 till Sverige och fick överstelöjtnants karaktär med kaptens indelning vid Livdragonregementet.  Han var då en så kallad expektansofficer som väntade på att en lämplig befattning skulle bli ledig. Güntherfelt gifte sig år 1724 med Märta Catharina Brunow. Hon var född 1698 och avled år 1725 i barnsäng efter bara ett års äktenskap.  Hon begravdes samma år i Kankasgraven i Åbo domkyrka. År 1732 blev han överstelöjtnant vid Björneborgs regemente.  Regementet deltog i hattarnas ryska krig 1741–1742. Ännu år 1743 befordrades han till överste för Nylands och Tavastehus dragonregemente. Han fick då Raseborgs kungsgård i Snappertuna som boställe och där avled han våren 1745.